# Korušce
Korušce falu Horvátországban Split-Dalmácia megyében. Közigazgatásilag Klisszához tartozik.

## Fekvése
Splittől légvonalban 13, közúton 30 km-re északra, községközpontjától légvonalban 12, közúton 17 km-re északnyugatra, a Kozjak-hegységtől északra, a dalmát Zagora területén fekszik.

## Története
A település akkor keletkezett, amikor a 17. század végén a sinji ferences atyák a török megszállás alatt álló Boszniából és Hercegovinából hozott új keresztény lakossággal telepítették be ezt a török uralom idején pusztává vált vidéket. Kezdetben a plébánia székhelye is Korušcén volt, de 1757-ben már Lećevicán találjuk. 1797-ben a Velencei Köztársaság megszűnésével a település a Habsburg Birodalom része lett. 1806-ban Napóleon csapatai foglalták el és 1813-ig francia uralom alatt állt. Napóleon bukása után ismét Habsburg uralom következett, mely az első világháború végéig tartott. A településnek 1857-ben 347, 1910-ben 459 lakosa volt. Az I. világháború után rövid ideig az Olasz Királyság, ezután a Szerb-Horvát-Szlovén Királyság, majd Jugoszlávia része lett. A második világháború idején olasz csapatok szállták meg. A háború után a szocialista Jugoszlávia része lett. Lakossága 2011-ben 80 fő volt. A katolikus hívek a lećevicai plébániához tartoztak.

## Lakosság
| Lakosság változása | Lakosság változása | Lakosság változása | Lakosság változása | Lakosság változása | Lakosság változása | Lakosság változása | Lakosság változása | Lakosság változása | Lakosság változása | Lakosság változása | Lakosság változása | Lakosság változása | Lakosság változása | Lakosság változása | Lakosság változása |
| ------------------ | ------------------ | ------------------ | ------------------ | ------------------ | ------------------ | ------------------ | ------------------ | ------------------ | ------------------ | ------------------ | ------------------ | ------------------ | ------------------ | ------------------ | ------------------ |
| 1857               | 1869               | 1880               | 1890               | 1900               | 1910               | 1921               | 1931               | 1948               | 1953               | 1961               | 1971               | 1981               | 1991               | 2001               | 2011               |
| 347                | 406                | 380                | 448                | 496                | 459                | 650                | 501                | 413                | 384                | 287                | 201                | 133                | 112                | 97                 | 80                 |

## Nevezetességei
- A Szentlélek tiszteletére szentelt templomát 1910-ben építették a régi templom közelében, melyből csak az ötszögű apszis maradt meg. Ez a régi templom eredetileg kápolna volt, melyet még 1757 előtt bővítettek. Harangtornya nem volt, harangja csak egy gerendán lógott. Az új templomot kőből építették. Homlokzatán a bejárat felett kör alakú ablak látható, felül az oromzaton található a harangtorony benne haranggal. A főoltár gipszből készült rajta Szent Miklós képével (19. század), valamint Szűz Mária és Szent Caius szobrával. A diadalívnél még két kisebb oltár található, az egyik a Szeplőtelen Szűzanya képével, a másik Szent Péter szobrával. A templom körül temető van, a régi templom maradványa mellett több régi, falazott sírral.[2]
- A Sinji Miasszonyunk kápolnát 1962-ben és 1999-ben újították.